# Hofberg (Naturschutzgebiet)
Koordinaten: 50° 41′ 47″ N, 10° 13′ 38″ O

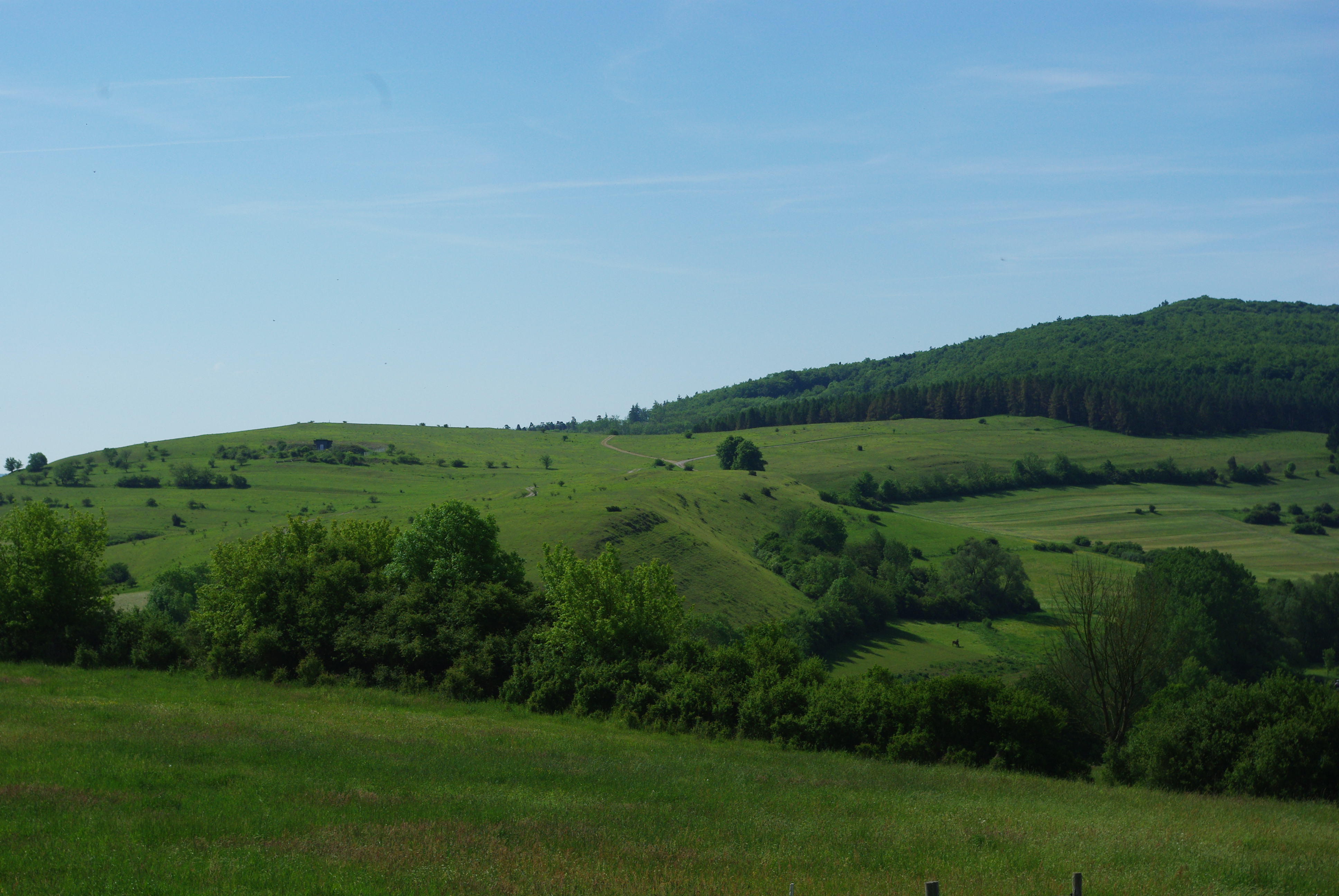
Naturschutzgebiet Hofberg (Mai 2017)

Das Naturschutzgebiet Hofberg liegt im Landkreis Schmalkalden-Meiningen in Thüringen. Das Gebiet erstreckt sich südöstlich des Kernortes der Gemeinde Roßdorf und nordwestlich von Eckardts, einem Ortsteil der Gemeinde Schwallungen. Am nördlichen Rand des Gebietes verläuft die Landesstraße L 1026 und östlich die L 2618. Nördlich fließt der Rosabach, ein linker Nebenfluss der Werra. Im Gebiet erhebt sich der 431 Meter hohe Hofberg, südlich erstreckt sich das 83,8 ha große Naturschutzgebiet Klosterwald.

## Bedeutung
Das	42,8 ha große Gebiet mit der Kennung 354 wurde im Jahr 1996 unter Naturschutz gestellt. 